# Nevirapina
Nevirapina é um fármaco utilizado no tratamento da AIDS. Age inibindo a replicação do HIV e aumenta a produção de células CD4.
Nevirapina não cura o HIV ou a AIDS. As pessoas que tomam nevirapina podem ainda ter infecções comuns em pessoas com HIV (infecções oportunistas). Portanto, é muito importante que o paciente fique sob os cuidados médicos.